# U-1230
| U-1230                     | U-1230                                                                     | U-1230                                                                     |
| -------------------------- | -------------------------------------------------------------------------- | -------------------------------------------------------------------------- |
|                            |                                                                            |                                                                            |
|                            |                                                                            |                                                                            |
|                            |                                                                            |                                                                            |
| Під прапором               | Третій рейх                                                                | Третій рейх                                                                |
| Спуск на воду              | 8 листопада 1943 року                                                      | 8 листопада 1943 року                                                      |
| Виведений зі складу флоту  | 5 травня 1945 року                                                         | 5 травня 1945 року                                                         |
| Сучасний статус            | затоплений                                                                 | затоплений                                                                 |
| Проєкт                     |                                                                            |                                                                            |
| Тип ПЧ                     | Дизельний підводний човен                                                  | Дизельний підводний човен                                                  |
| Основні характеристики     |                                                                            |                                                                            |
| Швидкість (надводна)       | 19 вузлів                                                                  | 19 вузлів                                                                  |
| Швидкість (підводна)       | 7,3 вузла                                                                  | 7,3 вузла                                                                  |
| Гранична глибина занурення | 230 м                                                                      | 230 м                                                                      |
| Екіпаж                     | 48 осіб                                                                    | 48 осіб                                                                    |
| Розміри                    |                                                                            |                                                                            |
| Довжина найбільша (по КВЛ) | 76,8 м                                                                     | 76,8 м                                                                     |
| Ширина корпусу найб.       | 6,9 м                                                                      | 6,9 м                                                                      |
| Висота                     | 9,6 м                                                                      | 9,6 м                                                                      |
| Середня осадка (по КВЛ)    | 4,7 м                                                                      | 4,7 м                                                                      |
| Водотоннажність надводна   | 1144 т                                                                     | 1144 т                                                                     |
| Озброєння                  |                                                                            |                                                                            |
| Артилерія                  | 1 × 88-мм палубна гармата SK C/32                                          | 1 × 88-мм палубна гармата SK C/32                                          |
| Торпедно- мінне озброєння  | 4 носових і два кормових ТА. 22 торпеди або 44 міни TMA чи 66 TMB          | 4 носових і два кормових ТА. 22 торпеди або 44 міни TMA чи 66 TMB          |
| ППО                        | 1 × 37-мм зенітна гармата SKC/30 2 (1 × 2) × 20-мм зенітні гармати FlaK 30 | 1 × 37-мм зенітна гармата SKC/30 2 (1 × 2) × 20-мм зенітні гармати FlaK 30 |

U-1230 — німецький підводний човен типу IXC/40, часів Другої світової війни.
Замовлення на будівництво човна віддане 14 жовтня 1941 року. Човен заклали на верфі «Deutsche Werft AG» у Гамбурзі 15 березня 1943 року під заводським номером 393, спущений на воду 8 листопада 1943 року, 26 січня 1944 року увійшов до складу 31-ї флотилії. За час служби також входив до складу 10-ї та 33-ї флотилій. Єдиним командиром підводного човна був капітан-лейтенант Ганс Гільбіг.
За час служби човен зробив 1 бойовий похід, у якому потопив одне судно.
Капітулював 5 травня 1945 року на островах Гельголанд, Німеччина. 24 червня 1945 року переведено з Вільгельмсгафена до Лох-Раяну, Шотландія. Потоплений 17 грудня 1945 року північніше Ірландії (55°50′ пн. ш. 10°05′ зх. д. / 55.833° пн. ш. 10.083° зх. д.) артилерійським вогнем британського фрегата Cubitt у рамках операції «Дедлайт».

## Потоплені та пошкоджені кораблі[3]
| Назва      | Тип                | Належність | Дата          | Тоннаж (БРТ) | Вантаж                             | Статус    | Місце                                                       |
| Cornwallis | суховантажне судно | Канада     | 3 грудня 1944 | 5 458        | Фасований цукор та патока у бочках | потоплено | 43°59′ пн. ш. 68°20′ зх. д. / 43.983° пн. ш. 68.333° зх. д. |